# ビエンサイ洞窟

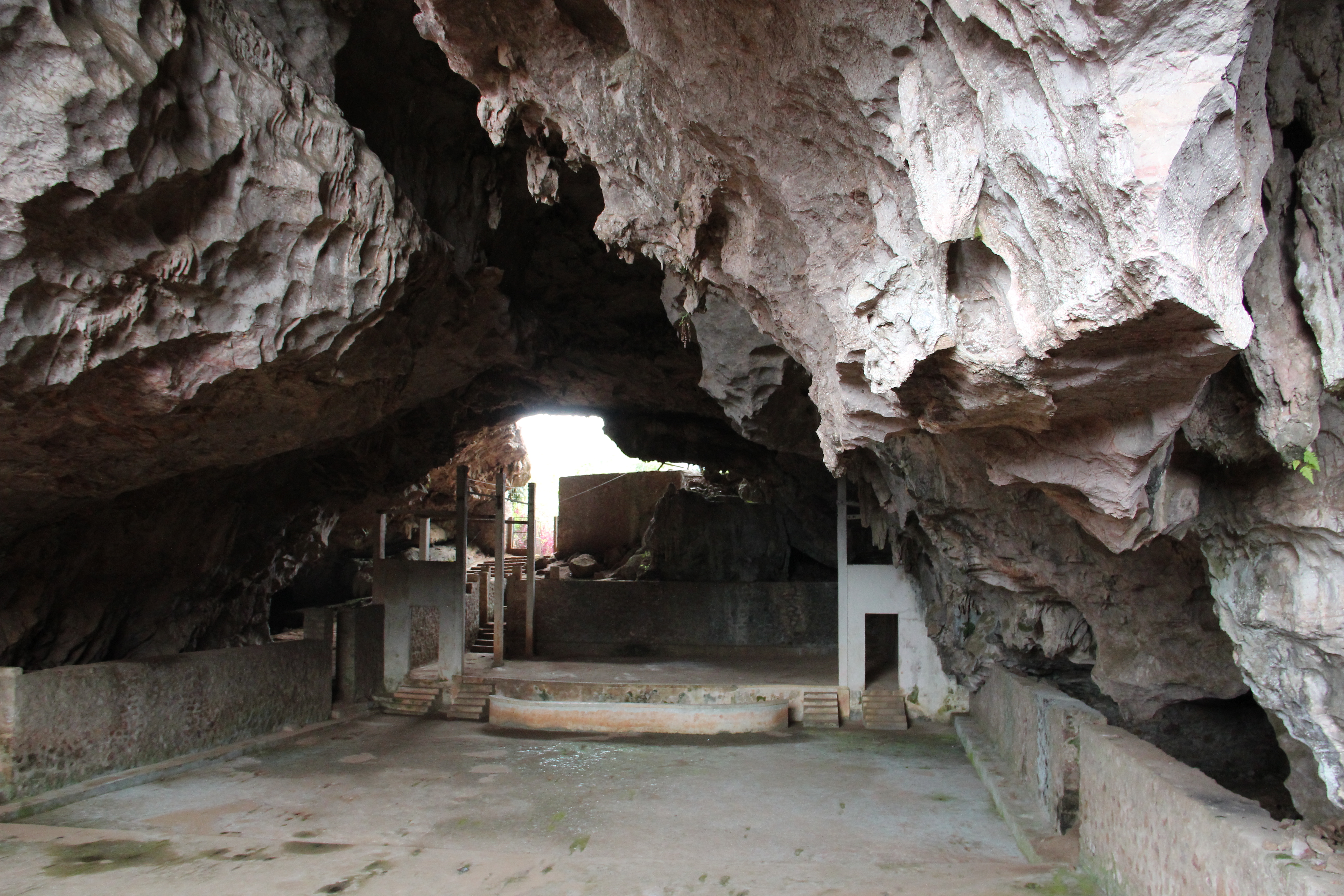
洞窟の内部

ビエンサイ洞窟とはラオス北東部のフアパン県にある石灰岩の山々の中に広がる洞窟のネットワーク。合計4808にもなる洞窟の内いくつかはベトナム戦争（第二次インドシナ戦争）時にパテート・ラーオがアメリカ軍の砲撃から身を守るために使用した洞窟となっている。
病院、学校、パテートラーオの事務所、パン屋、商店、劇場まであった洞窟内には、最大で23000人が住んでいた。この地域は、ヴィエンチャンを拠点とするアメリカ空軍と戦う共産主義革命勢力の本拠地であった。米空軍の爆撃が激しかったため、洞窟は生活や仕事に使われた。地元の人によると、農民は爆撃を避けるために夜間に農業をしなければならなかったという。ビエンサイは、ベトナム国境に近く、後方支援や政治的支援を受けられるため、共産主義勢力の拠点（捕虜となった米軍兵士の収容施設）としての役割を果たした。
ラオス政府は、ベトナムのホーチミン市近郊のクチトンネルやカンボジアのプノンペン近郊のキリング・フィールド記念館と同様に、この洞窟を観光地としてアピールする意向である。ほぼ無傷の革命基地を探検できるという点で、珍しい場所となっている。
世界観光機関（UNWTO）、オランダ開発庁、アジア開発銀行が、海外からの観光客のためにこの遺跡の開発を支援するよう要請された。洞窟の事務所と共同でプロジェクト計画を策定し、実施に着手しており、標識の改善や現場での解説が行われている。